# Katılımcı Demokrasi Partisi
Die Katılımcı Demokrasi Partisi, KADEP (deutsch Partei der Partizipatorischen Demokratie), ist eine kurdische Partei in der Türkei. 
Sie wurde 2006 von Şerafettin Elçi gegründet und war mit einem Sitz in der Großen Nationalversammlung der Türkei vertreten. Şerafettin Elçi war bis zu seinem Tod im Dezember 2012 ihr Vorsitzender.
Die Partei spricht sich gegen die Türkei als Einheitsstaat aus. Sie möchte eine föderale Türkei begründen, in der es eine autonome Region Kurdistan geben soll. Weiters tritt die Partei für das Selbstbestimmungsrecht der Kurden ein, sieht jedoch gleichzeitig deren Erfüllung innerhalb der Grenzen der Türkei.